# Mictyris
Mictyris é um gênero de caranguejos de cores vivas, colocado em sua própria família taxonômica, a Mictyridae . Habita a região central do Indo-Oeste do Pacífico . Esses caranguejos se reúnem em planícies lamacentas ou praias em grupos de alguns milhares e filtram areia ou lama em busca de organismos microscópicos. Eles se reúnem durante a maré baixa, e se enterram na areia durante a maré alta ou sempre que são ameaçados. Isso é feito em areia úmida e eles cavam em forma de saca-rolhas, deixando para trás muitas pequenas bolinhas redondas de areia.

## Espécies
O gênero contém oito espécies:
| Imagem | Nome científico                                          | Distribuição |
| ------ | -------------------------------------------------------- | --- |
| </img> | Mictyris brevidactylus Stimpson, 1858                    | Distribuíção no Japão, China (incluindo a localização do tipo, Hong Kong), Taiwan, Singapura e Ilhas da Indonésia (Karakelong, Bawean e Ilha Ambon) |
|        | Mictyris darwinensis Unno & Semeniuk, 2011               | Austrália (Kimberley a Cape York) |
|        | Mictyris guinotae Davie et al., 2010                     | Ilhas Ryukyu do Japão |
|        | Mictyris Livingstonei McNeill, 1926                      | Costas da Austrália |
| </img> | Mictyris longicarpus Latreille, 1806                     | Golfo de Bengala para Nova Caledônia e Austrália |
|        | Mictyris occidentalis Unno, 2008                         | Austrália(King Bay, Arquipélago Dampier) |
| </img> | Mictyris platycheles H. Milne-Edwards, 1852              | Tasmânia e Austrália (Victoria a Queensland) |
|        | Mictyris thailandensis Davie, Wisespongpand & Shih, 2013 | Tailândia |

O comportamento previsível destes caranguejos levou-os a serem utilizados em experiências numa forma de computador com bola de bilhar .